# 上海神社
上海神社，是日本在上海市創建的神社，位於江灣路118號，祭神是天照大神、神武天皇、事代主命。 上海最初的日本神社是創建於1908年的滬上神社，但在1932年的一二八事變中被毀。 翌年日本總領事館的石射豬太郎創立上海神社。1943年，上海神社進行了大規模擴建。抗日戰爭之後，上海神社被拆除。原址位於現魯迅公園南側，並建有公寓，无遗址。

## 图片

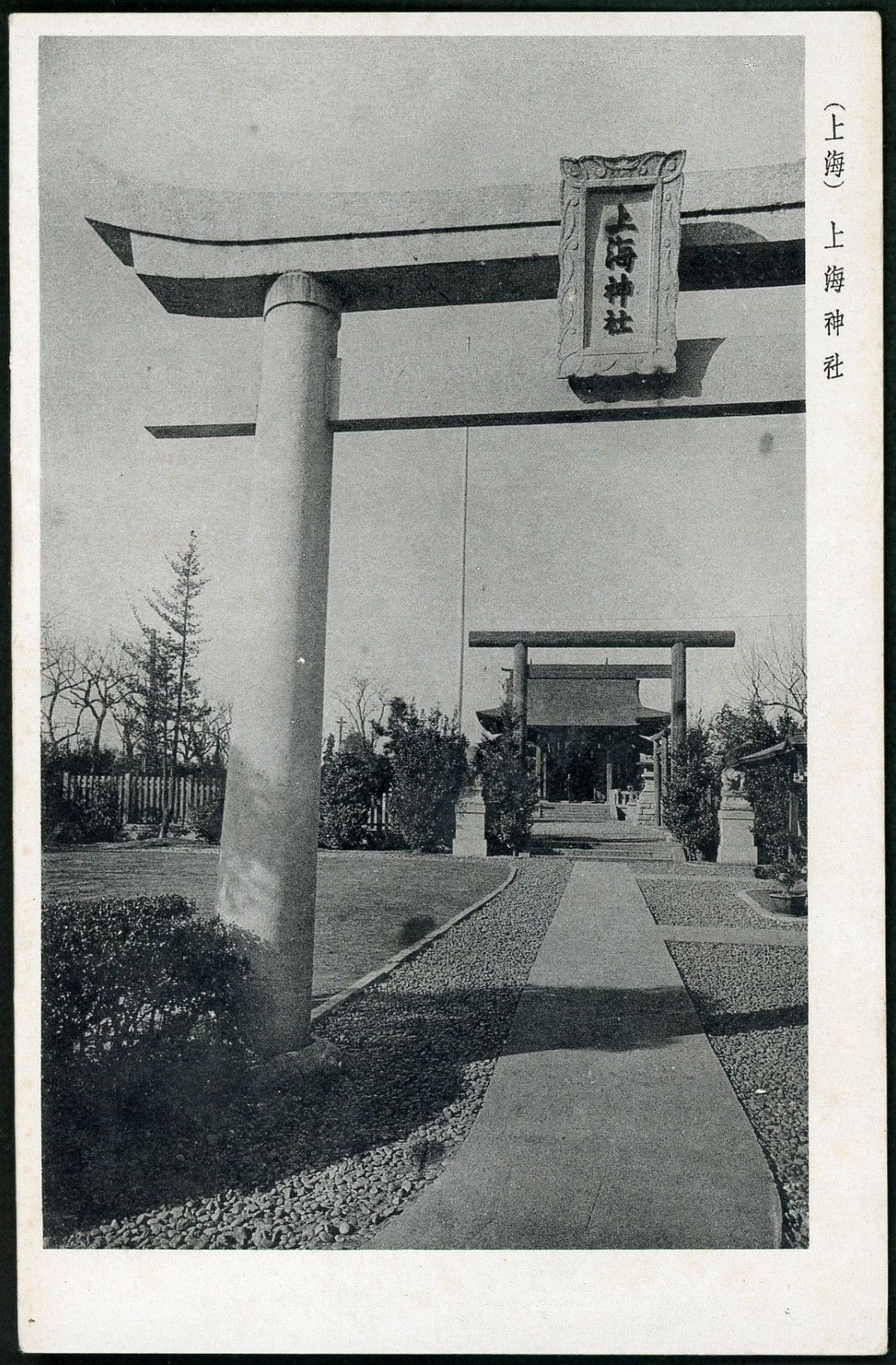
上海神社照片
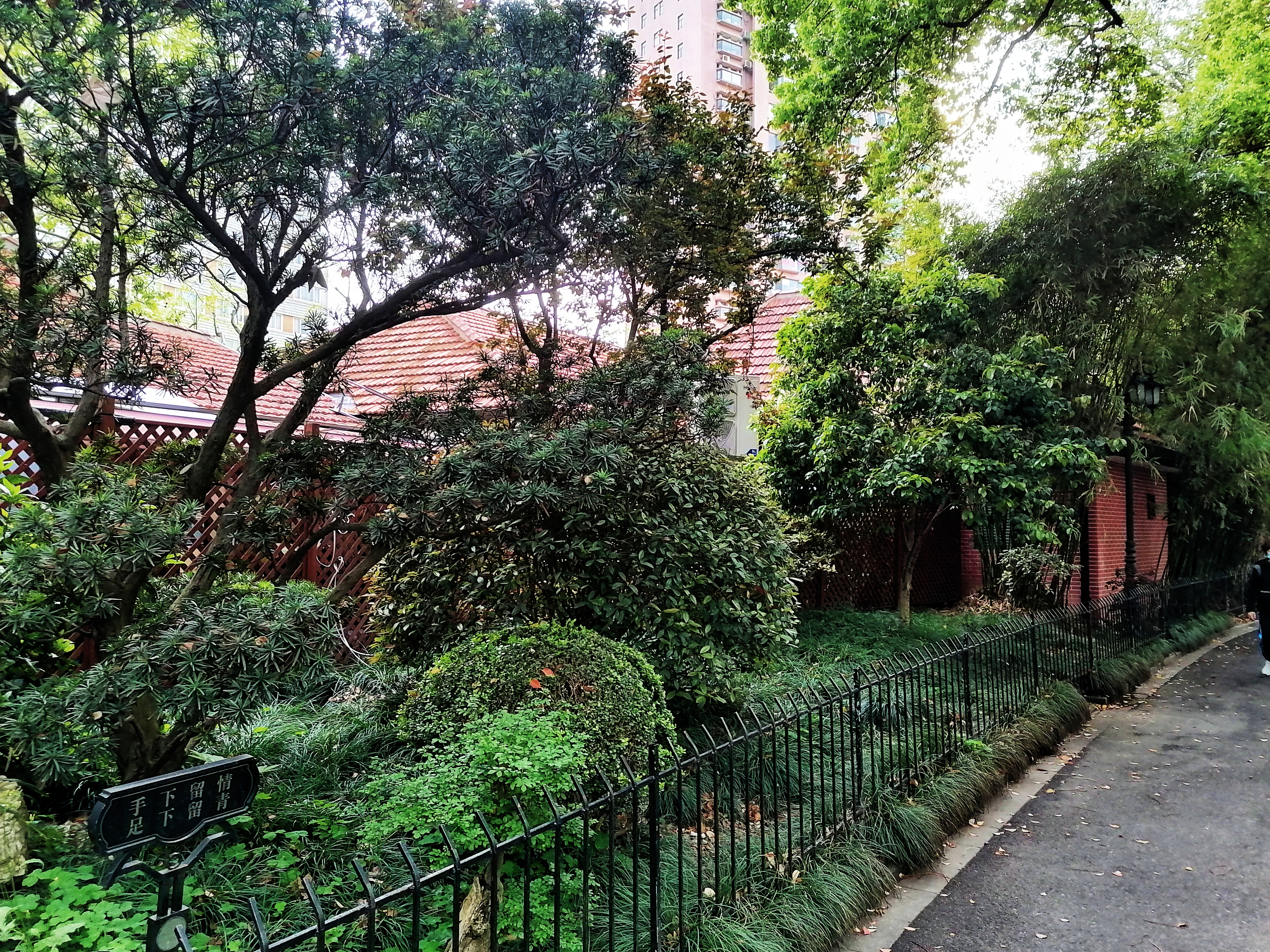
如今的上海神社原址已经完全看不出痕迹